# Gabriel Varga
Gabriel Varga (ur. 16 maja 1985 w Toronto) – kanadyjski kick-boxer, mistrz świata organizacji WKN, WKF, GLORY oraz Bellator Kickboxing.

## Kariera sportowa
Varga pochodzi z usportowionej rodziny. Jego ojciec Keith był bokserem oraz karateką, zaś bracia Aaron i Jacob również uprawiają kickboxing z sukcesami. Posiada czarny pas (IV dan) w shōtōkan karate. W 2008 zdobył swój pierwszy mistrzowski pas, federacji ISKA w amatorskiej formule kickboxingu. Do końca 2009 zgromadził jeszcze trzy mistrzowskie pasy ISKA, po czym przeszedł na zawodowstwo.
W marcu 2011 został mistrzem świata World Kickboxing Network (WKN) wagi lekkiej, wypunktowując Yohana Ha Vana. Jeszcze w tym samym roku, we wrześniu zdobył kolejne zawodowe mistrzostwo, tym razem organizacji World Kickboxing Federation (WKF) w wadze lekkopółśredniej, nokautując Roya Tana w 3. rundzie. 
3 maja 2012 zadebiutował w organizacji GLORY, w turnieju wagi do 65 kg. Varga doszedł do półfinału, przegrywając w nim jednogłośnie na punkty z późniejszym tryumfatorem całego turnieju, Japończykiem Yutą Kubo. 21 czerwca 2014 wziął udział w kolejnym turnieju GLORY, mającym wyłonić pretendenta do pasa mistrzowskiego wagi piórkowej (-65 kg). Ostatecznie Varga wygrał turniej pretendentów i stoczył prawie rok później 3 kwietnia 2015 walkę z Marokańczykiem Mosabem Amranim o mistrzostwo świata GLORY, którą wygrał jednogłośnie na punkty. Tytuł stracił w pierwszej obronie na rzecz Ukraińca Serhija Adamczuka 6 listopada 2015 (GLORY 25) przegrywając z nim na punkty.
Między walkami mistrzowskimi w GLORY, w styczniu 2016 stoczył zwycięski pojedynek w Chinach, zdobywając pas mistrzowski Hero Legends wagi piórkowej. 22 lipca tego samego roku, zmierzył się w rewanżu z Adamczukiem, rewanżując mu się za porażkę z listopada 2015 wygrywając z nim również po pięciorundowej walce na punkty i zostając ponownie mistrzem GLORY wagi piórkowej. 
21 października 2016 na Glory 34 stracił ponownie tytuł, tym razem na rzecz byłego mistrza wagi lekkiej Robina van Roosmalena, z którym przegrał przez TKO w 4. rundzie.
Na początku 2017 związał się z Bellator Kickboxing, gdzie w debiucie przegrał 14 kwietnia 2017 z Węgrem Gaborem Gorbicsem. 9 grudnia 2017 podczas Bellator Kickboxing 8 pokonał przez techniczny nokaut Włocha Roberto Gheorghitę. 14 lipca 2018 w Rzymie pokonał broniącego tytułu Bellator Kevina Rossa przez TKO w pierwszej rundzie, zostając nowym mistrzem w wadze piórkowej. 
1 grudnia 2018 pokonał przez KO w pierwszej rundzie Włocha Shana Cangelosiego, broniąc tym samym tytułu Bellator.

## Osiągnięcia
Zawodowe:
- 2011: mistrz świata WKN w wadze lekkiej (-64,4 kg), zasady orientalne
- 2011: mistrz świata WKF w wadze lekkopółśredniej (-64,5 kg), zasady K-1
- 2013: Glory 8: - 65 kg Slam Tournament – półfinalista turnieju wagi piórkowej (-65 kg)
- 2014: Glory Featherweight Contender Tournament - 1. miejsce w turnieju wagi piórkowej
- 2015: mistrz świata GLORY w wadze piórkowej
- 2016: mistrz Hero Legends w wadze piórkowej (-64 kg)
- 2016: mistrz świata GLORY w wadze piórkowej
- 2018: mistrz świata Bellator Kickboxing w wadze piórkowej (-66 kg)

Amatorskie:
- 2008: mistrz ISKA Ameryki Północnej w wadze lekkopółśredniej (-64,5 kg), zasady orientalne
- 2008: mistrz Kanady ISKA w wadze superlekkiej (-62,3 kg), zasady orientalne
- 2009: mistrz świata ISKA w wadze superlekkiej (-62,3 kg), zasady orientalne
- 2009: mistrz świata ISKA w wadze lekkopółśredniej (-64,5 kg), zasady orientalne